# Premiul Oscar pentru cea mai bună actriță în rol secundar
Premiul Oscar pentru cea mai bună actriță în rol secundar este unul dintre premiile acordate actrițelor care lucrează în industria filmului în cadrul ceremoniei Premiilor Oscar. Premiul este acordat de Academy of Motion Picture Arts and Sciences și se decernează anual începând cu 1937.

### Anii 1930
| Pentru anul | Portret actriță | Câștigător                                          | Nominalizați |
| ----------- | --------------- | --------------------------------------------------- | --- |
| 1936        |                 | Gale Sondergaard – Anthony Adverse Faith Paleologus | Beulah Bondi – The Gorgeous Hussy – Rachel Jackson Alice Brady – My Man Godfrey – Angelica Bullock Bonita Granville – These Three – Mary Tilford Maria Ouspenskaya – Dodsworth – baroneasa Von Obersdorf                         |
| 1937        |                 | Alice Brady – In Old Chicago Molly O'Leary          | Andrea Leeds – Stage Door – Kay Hamilton Anne Shirley – Stella Dallas – Laurel "Lollie" Dallas Claire Trevor – Dead End – Francey May Whitty – Night Must Fall – Mrs. Bramson                                                    |
| 1938        |                 | Fay Bainter – Jezebel Belle Massey                  | Beulah Bondi – Of Human Hearts – Mary Wilkins Billie Burke – Merrily We Live – Emily Kilbourne Spring Byington – You Can't Take It with You – Penny Sycamore Miliza Korjus – The Great Waltz – Carla Donner                      |
| 1939        |                 | Hattie McDaniel – Gone with the Wind Mammy          | Olivia de Havilland – Gone with the Wind – Melanie Hamilton Geraldine Fitzgerald – Wuthering Heights – Isabella Linton Edna May Oliver – Drums Along the Mohawk – Sarah McKlennar Maria Ouspenskaya – Love Affair – bunica Janou |

### Anii 1940
| Pentru anul | Portret actriță | Câștigător                                            | Nominalizați |
| ----------- | --------------- | ----------------------------------------------------- | --- |
| 1940        |                 | Jane Darwell – The Grapes of Wrath Ma Joad            | Judith Anderson – Rebecca – Mrs. Danvers Ruth Hussey – The Philadelphia Story – Elizabeth Imbrie Barbara O'Neil – All This and Heaven Too – Ducesa de Praslin Marjorie Rambeau – Primrose Path – Mamie Adams                    |
| 1941        |                 | Mary Astor – The Great Lie Sandra Kovak               | Sara Allgood – How Green Was My Valley – Beth Morgan Patricia Collinge – The Little Foxes – Birdie Hubbard Teresa Wright – The Little Foxes – Alexandra Giddens Margaret Wycherly – Sergeant York – Mother York                 |
| 1942        |                 | Teresa Wright – Mrs. Miniver Carol Beldon             | Gladys Cooper – Now, Voyager – Mrs. Vale Agnes Moorehead – The Magnificent Ambersons – Fanny Minafer Susan Peters – Random Harvest – Kitty Chilcet May Whitty – Mrs. Miniver – Lady Beldon                                      |
| 1943        |                 | Katina Paxinou – For Whom the Bell Tolls Pilar        | Gladys Cooper – The Song of Bernadette – Marie Therese Vauzous Paulette Goddard – So Proudly We Hail! – Joan O'Doul Anne Revere – The Song of Bernadette – Louise Soubirous Lucile Watson – Watch on the Rhine – Fanny Farrelly |
| 1944        |                 | Ethel Barrymore – None but the Lonely Heart Ma Mott   | Jennifer Jones – Since You Went Away – Jane Deborah Hilton Angela Lansbury – Gaslight – Nancy Oliver Aline MacMahon – Dragon Seed – soția lui Ling Tan Agnes Moorehead – Mrs. Parkington – baroneasa Aspasia Conti              |
| 1945        |                 | Anne Revere – National Velvet Araminty Brown          | Eve Arden – Mildred Pierce – Ida Corwin Ann Blyth – Mildred Pierce – Veda Pierce Forrester Angela Lansbury – The Picture of Dorian Gray – Sibyl Vane Joan Lorring – The Corn is Green – Bessie Watty                            |
| 1946        |                 | Anne Baxter – The Razor's Edge Sophie MacDonald       | Ethel Barrymore – The Spiral Staircase – Ida Corwin Lillian Gish – Duel in the Sun – Laura Belle McCanles Flora Robson – Saratoga Trunk – Angelique Buiton Gale Sondergaard – Anna and the King of Siam – Lady Thiang           |
| 1947        |                 | Celeste Holm – Gentleman's Agreement Anne Dettrey     | Ethel Barrymore – The Paradine Case – Lady Sophie Horfield Gloria Grahame – Crossfire – Ginny Tremaine Marjorie Main – The Egg and I – Ma Kettle Anne Revere – Gentleman's Agreement – Mrs. Green                               |
| 1948        |                 | Claire Trevor – Key Largo Gaye Dawn                   | Barbara Bel Geddes – I Remember Mama – Katrin Hanson Ellen Corby – I Remember Mama – Trina Agnes Moorehead – Johnny Belinda – Aggie McDonald Jean Simmons – Hamlet – Ofelia                                                     |
| 1949        |                 | Mercedes McCambridge – All the King's Men Sadie Burke | Ethel Barrymore – Pinky – Miss Em Celeste Holm – Come to the Stable – Sora Scholastica Elsa Lanchester – Come to the Stable – Amelia Potts Ethel Waters – Pinky – Dicey Johnson                                                 |

### Anii 1950
| Pentru anul | Portret actriță | Câștigător                                                    | Nominalizați |
| ----------- | --------------- | ------------------------------------------------------------- | --- |
| 1950        |                 | Josephine Hull – Harvey Veta Louise Simmons                   | Hope Emerson – Caged – Evelyn Harper Celeste Holm – All About Eve – Karen Richards Nancy Olson – Sunset Boulevard – Betty Schaefer Thelma Ritter – All About Eve – Birdie Kumen                               |
| 1951        |                 | Kim Hunter – A Streetcar Named Desire Stella Kowalski         | Joan Blondell – The Blue Veil – Annie Rawlins Mildred Dunnock – Death of a Salesman – Linda Loman Lee Grant – Detective Story – Shoplifter Thelma Ritter – The Mating Season – Ellen McNulty                  |
| 1952        |                 | Gloria Grahame – The Bad and the Beautiful Rosemary Bartlow   | Jean Hagen – Singin' in the Rain – Lina Lamont Colette Marchand – Moulin Rouge – Marie Charlet Terry Moore – Come Back, Little Sheba – Marie Buckholder Thelma Ritter – With a Song in My Heart – Clancy      |
| 1953        |                 | Donna Reed – From Here to Eternity Alma "Lorene" Burke        | Grace Kelly – Mogambo – Linda Nordley Geraldine Page – Hondo – Angie Lowe Marjorie Rambeau – Torch Song – Mrs. Stewart Thelma Ritter – Pickup on South Street – Moe                                           |
| 1954        |                 | Eva Marie Saint – On the Waterfront Edie Doyle                | Nina Foch – Executive Suite – Erica Martin Katy Jurado – Broken Lance – Devereaux Jan Sterling – The High and the Mighty – Sally McKee Claire Trevor – The High and the Mighty – May Holst                    |
| 1955        |                 | Jo Van Fleet – East of Eden Kate                              | Betsy Blair – Marty – Clara Snyder Peggy Lee – Pete Kelly's Blues – Rose Hopkins Marisa Pavan – The Rose Tattoo – Rosa Delle Rose Natalie Wood – Rebel Without a Cause – Judy                                 |
| 1956        |                 | Dorothy Malone – Written on the Wind Marylee Hadley           | Mildred Dunnock – Baby Doll – Rose Comfort Eileen Heckart – The Bad Seed – Hortense Daigle Mercedes McCambridge – Giant – Luz Benedict Patty McCormack – The Bad Seed – Rhoda Penmark                         |
| 1957        |                 | Miyoshi Umeki – Sayonara Katsumi                              | Carolyn Jones – The Bachelor Party – The Existentialist Elsa Lanchester – Witness for the Prosecution – Miss Plimsoll Hope Lange – Peyton Place – Selena Cross Diane Varsi – Peyton Place – Allison MacKenzie |
| 1958        |                 | Wendy Hiller – Separate Tables Pat Cooper                     | Peggy Cass – Auntie Mame – Agnes Gooch Martha Hyer – Some Came Running – Gwen French Maureen Stapleton – Lonelyhearts – Fay Doyle Cara Williams – The Defiant Ones – mama lui Billy                           |
| 1959        |                 | Shelley Winters – The Diary of Anne Frank Petronella Van Daan | Hermione Baddeley – Room at the Top – Elspeth Susan Kohner – Imitation of Life – Sarah Jane Johnson Juanita Moore – Imitation of Life – Annie Johnson Thelma Ritter – Pillow Talk – Alma                      |

### Anii 1960
| Pentru anul | Portret actriță | Câștigător                                           | Nominalizați |
| ----------- | --------------- | ---------------------------------------------------- | --- |
| 1960        |                 | Shirley Jones – Elmer Gantry Lulu Baines             | Glynis Johns – The Sundowners – Mrs. Firth Shirley Knight – The Dark at the Top of the Stairs – Reenie Flood Janet Leigh – Psycho – Marion Crane Mary Ure – Sons and Lovers – Clara Dawes                                                       |
| 1961        |                 | Rita Moreno – West Side Story Anita del Carmen       | Fay Bainter – The Children's Hour – Amelia Tilford Judy Garland – Judgment at Nuremberg – Irene Hoffman Wallner Lotte Lenya – The Roman Spring of Mrs. Stone – contesa Magda Terribili-Gonzales Una Merkel – Summer and Smoke – Mrs. Winemiller |
| 1962        |                 | Patty Duke – The Miracle Worker Helen Keller         | Mary Badham – To Kill a Mockingbird – Jean Louise "Scout" Finch Shirley Knight – Sweet Bird of Youth – Heavenly Finley Angela Lansbury – The Manchurian Candidate – Mrs. Eleanor Iselin Thelma Ritter – Birdman of Alcatraz – Elizabeth Stroud  |
| 1963        |                 | Margaret Rutherford – The V.I.P.s ducesa de Brighton | Diane Cilento – Tom Jones – Molly Seagrim Edith Evans – Tom Jones – Miss Western Joyce Redman – Tom Jones – Mrs. Waters (Jenny Jones) Lilia Skala – Lilies of the Field – Maria Marthe                                                          |
| 1964        |                 | Lila Kedrova – Zorba Grecul Hortense                 | Gladys Cooper – My Fair Lady – Mrs. Higgins Edith Evans – The Chalk Garden – Mrs. St. Maugham Grayson Hall – The Night of the Iguana – Judith Fellowes Agnes Moorehead – Hush… Hush, Sweet Charlotte – Velma Cruther                            |
| 1965        |                 | Shelley Winters – A Patch of Blue Rose-ann D'Arcy    | Ruth Gordon – Inside Daisy Clover – Mrs. Clover / The Dealer Joyce Redman – Othello – Emilia Maggie Smith – Othello – Desdemona Peggy Wood – The Sound of Music – Maica Stareță                                                                 |
| 1966        |                 | Sandy Dennis – Who's Afraid of Virginia Woolf? Honey | Wendy Hiller – Un om pentru eternitate – Alice More Jocelyne LaGarde – Hawaii – regina Malama Vivien Merchant – Alfie – Lily Geraldine Page – You're a Big Boy Now – Margery Chanticleer                                                        |
| 1967        |                 | Estelle Parsons – Bonnie and Clyde Blanche Barrow    | Carol Channing – Thoroughly Modern Millie – Muzzy Van Hossmere Mildred Natwick – Barefoot in the Park – Ethel Banks Beah Richards – Guess Who's Coming to Dinner – Mrs. Prentice Katharine Ross – The Graduate – Elaine Robinson                |
| 1968        |                 | Ruth Gordon – Rosemary's Baby Minnie Castevet        | Lynn Carlin – Faces – Maria Forst Sondra Locke – The Heart Is a Lonely Hunter – Mick Kelly Kay Medford – Funny Girl – Rose Brice Estelle Parsons – Rachel, Rachel – Calla Mackie                                                                |
| 1969        |                 | Goldie Hawn – Cactus Flower Toni Simmons             | Catherine Burns – Last Summer – Rhoda Dyan Cannon – Bob & Carol & Ted & Alice – Alice Henderson Sylvia Miles – Midnight Cowboy – Cass Susannah York – They Shoot Horses, Don't They? – Alice LeBlanc                                            |

### Anii 1970
| Pentru anul | Portret actriță | Câștigător                                                  | Nominalizați |
| ----------- | --------------- | ----------------------------------------------------------- | --- |
| 1970        |                 | Helen Hayes – Airport Ada Quonsett                          | Karen Black – Five Easy Pieces – Rayette Dipesto Lee Grant – The Landlord – Joyce Enders Sally Kellerman – MASH – Margaret "Hot Lips" Houlihan Maureen Stapleton – Airport – Inez Guerrero                                                                     |
| 1971        |                 | Cloris Leachman – The Last Picture Show Ruth Popper         | Ann-Margret – Carnal Knowledge – Bobbie Ellen Burstyn – The Last Picture Show – Lois Farrow Barbara Harris – Who Is Harry Kellerman and Why Is He Saying Those Terrible Things About Me? – Allison Densmore Margaret Leighton – The Go-Between – Mrs. Maudsley |
| 1972        |                 | Eileen Heckart – Butterflies Are Free Mrs. Baker            | Jeannie Berlin – The Heartbreak Kid – Lila Kolodny Geraldine Page – Pete 'n' Tillie – Gertrude Susan Tyrrell – Fat City – Oma Shelley Winters – The Poseidon Adventure – Belle Rosen                                                                           |
| 1973        |                 | Tatum O'Neal – Paper Moon                                   | Linda Blair – The Exorcist – Regan MacNeil Candy Clark – American Graffiti – Debbie Dunham Madeline Kahn – Paper Moon – Trixie Delight Sylvia Sidney – Summer Wishes, Winter Dreams – Mrs. Pritchett                                                           |
| 1974        |                 | Ingrid Bergman – Murder on the Orient Express Greta Ohlsson | Valentina Cortese – Day for Night – Severine Madeline Kahn – Blazing Saddles – Lili Von ShtuppDunham Diane Ladd – Alice Doesn't Live Here Anymore – Flo Castleberry Talia Shire – The Godfather Part II – Connie Corleone                                      |
| 1975        |                 | Lee Grant – Shampoo Felicia Karpf                           | Ronee Blakley – Nashville – Barbara Jean Sylvia Miles – Farewell, My Lovely – Jessie Halstead Florian Lily Tomlin – Nashville – Linnea Reese Brenda Vaccaro – Jacqueline Susann's Once Is Not Enough – Linda Riggs                                             |
| 1976        |                 | Beatrice Straight – Network Louise Schumacher               | Jane Alexander – All the President's Men – Judy Hoback Jodie Foster – Taxi Driver – Iris Steensma Lee Grant – Voyage of the Damned – Lillian Rosen Piper Laurie – Carrie – Margaret White                                                                      |
| 1977        |                 | Vanessa Redgrave – Julia                                    | Leslie Browne – The Turning Point – Emilia Rodgers Quinn Cummings – The Goodbye Girl – Lucy McFadden Melinda Dillon – Close Encounters of the Third Kind – Gillian Guiler Tuesday Weld – Looking for Mr. Goodbar – Katherine Dunn                              |
| 1978        |                 | Maggie Smith – California Suite Diana Barrie                | Dyan Cannon – Heaven Can Wait – Julia Farnsworth Penelope Milford – Coming Home – Vi Munson Maureen Stapleton – Interiors – Pearl Meryl Streep – The Deer Hunter – Linda                                                                                       |
| 1979        |                 | Meryl Streep – Kramer vs. Kramer Joanna Kramer              | Jane Alexander – Kramer vs. Kramer – Margaret Phelps Barbara Barrie – Breaking Away – Evelyn Stoller Candice Bergen – Starting Over – Jessica Potter Mariel Hemingway – Manhattan – Tracy                                                                      |

### Anii 1980
| Pentru anul | Portret actriță | Câștigător                                             | Nominalizați |
| ----------- | --------------- | ------------------------------------------------------ | --- |
| 1980        |                 | Mary Steenburgen – Melvin and Howard Lynda Dummar      | Eileen Brennan – Private Benjamin – Capt. Doreen Lewis Eva Le Gallienne – Resurrection – Grandma Pearl Cathy Moriarty – Raging Bull – Vickie Thailer LaMotta Diana Scarwid – Inside Moves – Louise                     |
| 1981        |                 | Maureen Stapleton – Reds Emma Goldman                  | Melinda Dillon – Absence of Malice – Teresa Perrone Jane Fonda – On Golden Pond – Chelsea Thayer Wayne Joan Hackett – Only When I Laugh – Toby Landau Elizabeth McGovern – Ragtime – Evelyn Nesbit                     |
| 1982        |                 | Jessica Lange – Tootsie Julie Nichols                  | Glenn Close – The World According to Garp – Jenny Fields Teri Garr – Tootsie – Sandy Lester Kim Stanley – Frances – Lillian Farmer Lesley Ann Warren – Victor Victoria – Norma Cassady                                 |
| 1983        |                 | Linda Hunt – The Year of Living Dangerously Billy Kwan | Cher – Silkwood – Dolly Pelliker Glenn Close – The Big Chill – Sarah Cooper Amy Irving – Yentl – Hadass Alfre Woodard – Cross Creek – Geechee                                                                          |
| 1984        |                 | Peggy Ashcroft – A Passage to India Mrs. Moore         | Glenn Close – The Natural – Iris Gaines Lindsay Crouse – Places in the Heart – Margaret Lomax Christine Lahti – Swing Shift – Hazel Zanussi Geraldine Page – The Pope of Greenwich Village – Mrs. Ritter               |
| 1985        |                 | Anjelica Huston – Prizzi's Honor Maerose Prizzi        | Margaret Avery – The Color Purple – Shug Avery Amy Madigan – Twice in a Lifetime – Sunny Sobel Meg Tilly – Agnes of God – Sora Agnes Oprah Winfrey – The Color Purple – Sofia Johnson                                  |
| 1986        |                 | Dianne Wiest – Hannah and Her Sisters Holly            | Tess Harper – Crimes of the Heart – Chick Boyle Piper Laurie – Children of a Lesser God – Mrs. Norman Mary Elizabeth Mastrantonio – The Color of Money – Carmen Maggie Smith – A Room with a View – Charlotte Bartlett |
| 1987        |                 | Olympia Dukakis – Moonstruck Rose Castorini            | Norma Aleandro – Gaby: A True Story – Florencia Anne Archer – Fatal Attraction – Beth Gallagher Anne Ramsey – Throw Momma from the Train – Mrs. Lift Ann Sothern – The Whales of August – Tisha Doughty                |
| 1988        |                 | Geena Davis – The Accidental Tourist Muriel Pritchett  | Joan Cusack – Working Girl – Cyn Frances McDormand – Mississippi Burning – Mrs. Pell Michelle Pfeiffer – Dangerous Liaisons – Marie de Tourvel Sigourney Weaver – Working Girl – Katharine Parker                      |
| 1989        |                 | Brenda Fricker – My Left Foot Mrs. Brown               | Anjelica Huston – Enemies, a Love Story – Tamara Broder Lena Olin – Enemies, a Love Story – Masha Julia Roberts – Steel Magnolias – Shelby Eatenton Latcherie Dianne Wiest – Parenthood – Helen Buckman                |

### Anii 1990
| Pentru anul | Portret actriță | Câștigător                                          | Nominalizați |
| ----------- | --------------- | --------------------------------------------------- | --- |
| 1990        |                 | Whoopi Goldberg – Ghost Oda Mae Brown               | Annette Bening – The Grifters – Myra Langtry Lorraine Bracco – Goodfellas – Karen Hill Diane Ladd – Wild at Heart – Marietta Fortune Mary McDonnell – Dances with Wolves – Stands With A Fist                                        |
| 1991        |                 | Mercedes Ruehl – The Fisher King Anne Napolitano    | Diane Ladd – Rambling Rose – Mama Juliette Lewis – Cape Fear – Danielle Bowden Kate Nelligan – The Prince of Tides – Lila Wingo Newbury Jessica Tandy – Fried Green Tomatoes – Ninny Threadgoode                                     |
| 1992        |                 | Marisa Tomei – My Cousin Vinny Mona Lisa Vito       | Judy Davis – Husbands and Wives – Sally Joan Plowright – Enchanted April – Mrs. Fisher Vanessa Redgrave – Howards End – Ruth Wilcox Miranda Richardson – Damage – Ingrid Fleming                                                     |
| 1993        |                 | Anna Paquin – The Piano Flora McGrath               | Holly Hunter – The Firm – Tammy Hemphill Rosie Perez – Fearless – Carla Rodrigo Winona Ryder – The Age of Innocence – May Welland Emma Thompson – In the Name of the Father – Gareth Peirce                                          |
| 1994        |                 | Dianne Wiest – Bullets Over Broadway Helen Sinclair | Rosemary Harris – Tom & Viv – Rose Robinson Haigh-Wood Helen Mirren – The Madness of King George – regina Charlotte Uma Thurman – Pulp Fiction – Mia Wallace Jennifer Tilly – Bullets Over Broadway – Olive Neal                     |
| 1995        |                 | Mira Sorvino – Mighty Aphrodite Linda Ash           | Joan Allen – Nixon – Pat Nixon Kathleen Quinlan – Apollo 13 – Marilyn Lovell Mare Winningham – Georgia – Georgia Flood Kate Winslet – Sense and Sensibility – Marianne Dashwood                                                      |
| 1996        |                 | Juliette Binoche – The English Patient Hana         | Joan Allen – The Crucible – Elizabeth Proctor Lauren Bacall – The Mirror Has Two Faces – Hannah Morgan Barbara Hershey – The Portrait of a Lady – Madame Serena Merle Marianne Jean-Baptiste – Secrets & Lies – Hortense Cumberbatch |
| 1997        |                 | Kim Basinger – L.A. Confidential Lynn Bracken       | Joan Cusack – In & Out – Emily Montgomery Minnie Driver – Good Will Hunting – Skylar Julianne Moore – Boogie Nights – Amber Waves Gloria Stuart – Titanic – Rose Calvert                                                             |
| 1998        |                 | Judi Dench – Shakespeare in Love regina Elisabeta I | Kathy Bates – Primary Colors – Libby Holden Brenda Blethyn – Little Voice – Mari Hoff Rachel Griffiths – Hilary and Jackie – Hilary du Pré Lynn Redgrave – Gods and Monsters – Hanna                                                 |
| 1999        |                 | Angelina Jolie – Girl, Interrupted Lisa Rowe        | Toni Collette – The Sixth Sense – Lynn Sear Catherine Keener – Being John Malkovich – Maxine Lund Samantha Morton – Sweet and Lowdown – Hattie Chloë Sevigny – Boys Don't Cry – Lana Tisdel                                          |

### Anii 2000
| Pentru anul | Portret actriță | Câștigător                                           | Nominalizați |
| ----------- | --------------- | ---------------------------------------------------- | --- |
| 2000        |                 | Marcia Gay Harden – Pollock Lee Krasner              | Judi Dench – Chocolat – Armande Voizin Kate Hudson – Almost Famous – Penny Lane Frances McDormand – Almost Famous – Elaine Miller Julie Walters – Billy Elliot – Georgia Wilkinson                       |
| 2001        |                 | Jennifer Connelly – A Beautiful Mind Alicia Nash     | Helen Mirren – Gosford Park – Jane Wilson Maggie Smith – Gosford Park – Constance Trentham Marisa Tomei – In the Bedroom – Natalie Strout Kate Winslet – Iris – Iris Murdoch tânără                      |
| 2002        |                 | Catherine Zeta-Jones – Chicago Velma Kelly           | Kathy Bates – About Schmidt – Roberta Hertzel Julianne Moore – The Hours – Laura McGrath Brown Queen Latifah – Chicago – Matron Mama Morton Meryl Streep – Adaptation. – Susan Orlean                    |
| 2003        |                 | Renée Zellweger – Cold Mountain Ruby Thewes          | Shohreh Aghdashloo – House of Sand and Fog – Nadereh Behrani Patricia Clarkson – Pieces of April – Joy Burns Marcia Gay Harden – Mystic River – Celeste Boyle Holly Hunter – Thirteen – Melanie Freeland |
| 2004        |                 | Cate Blanchett – The Aviator Katharine Hepburn       | Laura Linney – Kinsey – Clara McMillen Virginia Madsen – Sideways – Maya Randall Sophie Okonedo – Hotel Rwanda – Tatiana Rusesabagina Natalie Portman – Closer – Alice Ayres                             |
| 2005        |                 | Rachel Weisz – The Constant Gardener Tessa Quayle    | Amy Adams – Junebug – Ashley Johnsten Catherine Keener – Capote – Nelle Harper Lee Frances McDormand – North Country – Glory Dodge Michelle Williams – Brokeback Mountain – Alma Beers Del Mar           |
| 2006        |                 | Jennifer Hudson – Dreamgirls Effie White             | Adriana Barraza – Babel – Amelia Cate Blanchett – Notes on a Scandal – Sheba Hart Abigail Breslin – Little Miss Sunshine – Olive Hoover Rinko Kikuchi – Babel – Chieko Wataya                            |
| 2007        |                 | Tilda Swinton – Michael Clayton Karen Crowder        | Cate Blanchett – I'm Not There – Jude Quinn Ruby Dee – American Gangster – Mama Lucas Saoirse Ronan – Atonement – Briony Tallis Amy Ryan – Gone Baby Gone – Helene McCready                              |
| 2008        |                 | Penélope Cruz – Vicky Cristina Barcelona María Elena | Amy Adams – Doubt – Sora James Viola Davis – Doubt – Mrs. Miller Taraji P. Henson – The Curious Case of Benjamin Button – Queenie Marisa Tomei – The Wrestler – Cassidy/Pam                              |
| 2009        |                 | Mo'Nique – Precious Mary Lee Johnston                | Penélope Cruz – Nine – Carla Albanese Vera Farmiga – Up in the Air – Alex Goran Maggie Gyllenhaal – Crazy Heart – Jean Craddock Anna Kendrick – Up in the Air – Natalie Keener                           |

### Anii 2010
| Pentru anul | Portret actriță | Câștigător                                            | Nominalizați |
| ----------- | --------------- | ----------------------------------------------------- | --- |
| 2010        |                 | Melissa Leo – The Fighter Alice Ward                  | Amy Adams – The Fighter – Charlene Fleming Helena Bonham Carter – The King's Speech – regina-mamă Elisabeta Hailee Steinfeld – True Grit – Mattie Ross Jacki Weaver – Animal Kingdom – Janine "Smurf" Cody |
| 2011        |                 | Octavia Spencer – The Help Minny Jackson              | Bérénice Bejo – The Artist – Peppy Miller Jessica Chastain – The Help – Celia Foote Melissa McCarthy – Bridesmaids – Megan Janet McTeer – Albert Nobbs – Hubert Page                                       |
| 2012        |                 | Anne Hathaway – Les Misérables Fantine                | Amy Adams – The Master – Peggy Dodd Sally Field – Lincoln – Mary Todd Lincoln Helen Hunt – The Sessions – Cheryl Cohen-Greene Jacki Weaver – Silver Linings Playbook – Dolores Solitano                    |
| 2013        |                 | Lupita Nyong'o – 12 Years a Slave Patsey              | Sally Hawkins – Blue Jasmine – Ginger Jennifer Lawrence – American Hustle – Rosalyn Rosenfeld Julia Roberts – August: Osage County – Barbara Weston-Fordham June Squibb – Nebraska – Kate Grant            |
| 2014        |                 | Patricia Arquette –Boyhood Olivia Evans               | Laura Dern – Wild – Barbara "Bobbi" Grey Keira Knightley – The Imitation Game – Joan Clarke Emma Stone – Birdman – Sam Thomson Meryl Streep – Into the Woods – Vrăjitoarea                                 |
| 2015        |                 | Alicia Vikander –The Danish Girl Gerda Wegener        | Jennifer Jason Leigh – The Hateful Eight – Daisy Domergue Rooney Mara – Carol – Therese Belivet Rachel McAdams – Spotlight – Sacha Pfeiffer Kate Winslet – Steve Jobs – Joanna Hoffman                     |
| 2016        |                 | Viola Davis –Fences Rose Maxson                       | Naomie Harris – Moonlight – Paula Nicole Kidman – Lion – Sue Brierley Octavia Spencer – Hidden Figures – Dorothy Vaughan Michelle Williams – Manchester by the Sea – Randi Chandler                        |
| 2017        |                 | Allison Janney –I, Tonya LaVona Golden                | Mary J. Blige – Mudbound – Florence Jackson Lesley Manville – Phantom Thread – Cyril Woodcock Laurie Metcalf – Lady Bird – Marion McPherson Octavia Spencer – The Shape of Water – Zelda Delilah Fuller    |
| 2018        |                 | Regina King –If Beale Street Could Talk Sharon Rivers | Amy Adams – Vice – Lynne Cheney Marina de Tavira – Roma – Sofía Emma Stone – The Favourite – Abigail Masham Rachel Weisz – The Favourite – Sarah Churchill, Ducesă de Marlborough                          |
| 2019        |                 | Laura Dern –Marriage Story Nora Fanshaw               | Kathy Bates – Richard Jewell – Barbara "Bobi" Jewell Scarlett Johansson – Jojo Rabbit – Rosie Betzler Florence Pugh – Little Women – Amy March Margot Robbie – Bombshell – Kayla Pospisil                  |

### Anii 2020
| Pentru anul | Portret actriță | Câștigător                                                     | Nominalizați |
| ----------- | --------------- | -------------------------------------------------------------- | --- |
| 2020/2021   |                 | Youn Yuh-jung – Minari Soon-ja                                 | Maria Bakalova – Borat Subsequent Moviefilm – Tutar Sagdiyev Glenn Close – Hillbilly Elegy – Bonnie "Mamaw" Vance Olivia Colman – The Father – Anne Amanda Seyfried – Mank – Marion Davies                           |
| 2021        |                 | Ariana DeBose – West Side Story Anita                          | Jessie Buckley – The Lost Daughter – Leda Caruso Judi Dench – Belfast – Granny Kirsten Dunst – The Power of the Dog – Rose Gordon-Burbank Aunjanue Ellis – King Richard – Oracene "Brandy" Price                     |
| 2022        |                 | Jamie Lee Curtis – Orice, oriunde, oricând Deirdre Beaubeirdre | Angela Bassett – Black Panther: Wakanda Forever – Ramonda Hong Chau – The Whale – Liz Kerry Condon – Spiritele din Inisherin – Siobhán Súilleabháin Stephanie Hsu – Orice, oriunde, oricând – Joy Wang / Jobu Tupaki |
| 2023        |                 | Da'Vine Joy Randolph – The Holdovers Mary Lamb                 | Emily Blunt – Oppenheimer – Katherine "Kitty" Oppenheimer Danielle Brooks – The Color Purple – Sofia America Ferrera – Barbie – Gloria Jodie Foster – Nyad – Bonnie Stoll                                            |
| 2024        |                 | Zoe Saldaña – Emilia Pérez Rita Mora Castro                    | Monica Barbaro – A Complete Unknown – Joan Baez Ariana Grande – Vrăjitoarele – Galinda "Glinda" Upland Felicity Jones – The Brutalist – Erzsébet Tóth Isabella Rossellini – Conclav – sora Agnes                     |